# TSV Hadmersleben
Der TSV Hadmersleben ist ein deutscher Mehrspartensportverein im Ortsteil Stadt Hadmersleben der Stadt Oschersleben (Bode) in Sachsen-Anhalt. 

## Geschichte
Der TSV Hadmersleben wurde 1925 gegründet und betrieb zunächst nur Fußball mit zwei Männer- und einer Jugendmannschaft. 1930 kam eine Turnabteilung hinzu, und später wurden auch Handball, Radsport, Pferdesport, Schach und Schwimmsport betrieben. Bis zum Ausbruch des Zweiten Weltkriegs hatte der Verein zwischen 80 und 100 Mitglieder. Nach Kriegsende wurde im Rahmen des allgemeinen Vereinsverbots im besetzten Deutschen Reich der TSV aufgelöst. Sportwettkämpfe waren zunächst nur auf lokaler Ebene erlaubt, dazu bildete sich in Hadmersleben eine locker organisierte Sportgemeinschaft (SG). Sie bestand anfangs nur aus einer Fußballabteilung, deren 1. Mannschaft sich 1948/49 an der erstmals ausgetragenen Landesmeisterschaft in Sachsen-Anhalt beteiligte. Diese wurde im Rahmen der so genannten Landesklasse ausgetragen, die zu den fünf höchsten Spielklassen in der SBZ gehörte. An ihr nahmen in zwei Staffeln 20 Mannschaften teil. Als Dorfsportgemeinschaft hatte die SG Hadmersleben wenig Chancen und entkam auf Platz neun dem Abstieg nur knapp. Unter anderem gab es gegen den späteren Landesmeister EHW Thale eine 1:17-Niederlage. 1949/50 reichte es bei zwölf Mannschaften in der Staffel Nord der Landesklasse nur noch zum letzten Platz, was den Abstieg in die Bezirksklasse bedeutete. 1950/51 war diese nach Einführung der DDR-Oberliga und der zweitklassigen DDR-Liga nur noch vierte Liga. 
Zur Saison 1951/52 traten die Hadmersleber als Betriebssportgemeinschaft (BSG) Traktor an, Trägerbetrieb war das Volkseigene Gut Hadmersleben. Es war die letzte Saison im Rahmen des Landes Sachsen-Anhalt. Im Laufe des Jahres 1952 liquidierte die DDR-Regierung die Länder und teilte die DDR in 14 Bezirke ein. Die BSG Traktor beendete die Saison 1951/52 als Tabellenletzter in ihrer Staffel mit nur drei Siegen, aber 24 Niederlagen und 133 Gegentoren. 1952/53 wurde in der DDR nach dem Bezirkssystem gespielt und Hadmersleben wurde in die viertklassige Bezirksklasse Magdeburg eingestuft. Auch dieser Spielklasse war die BSG Traktor nicht gewachsen und stieg in die Kreisliga ab. 
Mitte der 1950er Jahre fand bei der Hadmersleber BSG ein Trägerwechsel statt. Das Lehr- und Versuchsgut Hadmersleben übernahm die BSG, die danach als Hochschulsportgemeinschaft (HSG) Wissenschaft Hadmersleben auftrat. In der Spielzeit 1957 (Kalenderjahr-Saison) war die HSG für ein Jahr wieder in der Bezirksklasse anwesend, die wegen der neu eingeführten drittklassigen II. DDR-Liga nur noch 5. Liga war. Danach dauerte es fünf Jahre, bis der HSG erneut der Aufstieg in die Bezirksklasse gelang. Diesmal konnte sich Hadmersleben von 1962 bis 1966 vier Spielzeiten lang in der nun wieder viertklassigen Liga behaupten. Es folgten weitere zwölf Jahre auf Kreisniveau, ehe 1974 noch einmal die Rückkehr in die Bezirksklasse erreicht wurde. Danach konnte sich die HSG bis zum Ende des DDR-Fußball-Ligensystems in der Viertklassigkeit halten. In der letzten Saison des DDR-Fußballs erreichte die HSG Wissenschaft Platz 14 in der Bezirksklasse. 
1990 brach das DDR-System der Trägerbetriebe aufgrund der wirtschaftlichen Veränderungen nach der politischen Wende 1989/90 zusammen. Nachdem die HSG Wissenschaft nicht mehr vom Lehrgut unterstützt wurde, bildete sich die Sportgemeinschaft in einen eingetragenen Verein um, der wieder den historischen Namen TSV Hadmersleben annahm. Er entwickelte sich zu einem Mehrsparten-Sportverein, der 2015 Abteilungen für die Wettkampfsportarten Fußball, Leichtathletik, Volleyball, Tischtennis und Tischtennis unterhielt und etwa 260 Mitglieder zählte. 2011 stieg die Fußballmannschaft des TSV in die achtklassige Landesklasse auf.